# أبو رجوان القبلي
قرية أبو رجوان القبلي هي إحدى القرى التابعة لمركز البدرشين في محافظة الجيزة في جمهورية مصر العربية. حسب إحصاءات سنة 2006، بلغ إجمالي السكان في أبو رجوان القبلي 27492 نسمة، منهم 14269 رجل و13223 امرأة.